# Hoppers Crossing
Hoppers Crossing is een voorstad van Melbourne in de Australische deelstaat Victoria. Bij de telling van 2016 had Hoppers Crossing 38.701 inwoners.